# Euclystis intacta
Euclystis intacta är en fjärilsart som beskrevs av Felder 1874. Euclystis intacta ingår i släktet Euclystis och familjen nattflyn. Inga underarter finns listade i Catalogue of Life.